# 山本氏
三河山本氏，日本氏族，三河牧野氏的家臣。發祥於三河國，以清和源氏滿政流為源流。
紀伊國亦有山本氏以清和源氏義光流為祖。
山本姓氏雖為日本大族但大半的人都是以地名姓與地形姓為源並非以上兩大氏族，古時的日本人喜歡居住於山麓，亦是山本姓分佈於日本四處的原因。

## 起源
1. 傳說三河山本氏的遠祖起源於平安時代中期武将(鎮守府将軍)源満政。
2. 源於三河國山本氏。其先祖在江戸幕府時，擔任直参旗本的職務。
3. 源於紀伊國山本氏。紀伊國國人以清和源氏義光流為源流，源義光之孫'山本義定'的末裔。
4. 地名姓與地形姓，山本原意為山麓（山の麓、ふもと）古時日本人樂居於山腳下，因能從山中取到各式各樣的資源利於生活。

## 歷史人物
- 山本勘助，日本戰國時代的武將，武田信玄的家臣
- 新島八重，（1845年12月1日-1932年6月14日），江戶時代末期到昭和初期的日本女性，旧姓山本氏。
- 山本五十六，大日本帝國海軍軍人

## 現代人物
- 山本耀司，世界时装日本浪潮的设计师和新掌门人。
- 山本昌，中日龍所屬的職業棒球選手投手。
- 山本裕典，日本男演員。
- 山本彩，日本女子團體NMB48 Team N的成員之一，擔任隊長。
- 山本未來，日本女演員。

## 事物
- 山本頭，是一種類似平頭的髮型，但額頭兩側稍高，頭頂也沒像平頭一樣平。據稱其名稱是源於第二次世界大戰的日本海軍將領山本五十六。